# Йозеф Михалкович
Йозеф Михалкович (на словашки: Jozef Mihalkovič) е словашки преводач и поет, автор на произведения в жанра лирика.

## Биография и творчество
Йозеф Михалкович е роден на 30 януари 1935 г. в село Велке Костоляни, Чехословакия, в семейство на търговец. Завършва гимназия в Търнава. Следва химия в Химико-технологичния университет в Пардубице в периода 1953 – 1959 г. След дипломирането си работи в циментов завод в Ступава, но по-късно напуска професията, за да се занимава с литературно творчество. В Ступава играе в местния любителски театър и започва да публикува първите си произведения в списанията Mladá tvorba и Kultúrny život. Там се жени за първата си съпруга Мария, която е начална учителка. Имат двама сина. Съпругата му умира и в отговор на смъртта на любимата жена издава през 1962 г. първата си книга, стихосбирката „Съчувствие“ (Ľútosť), като терапия за това трагично събитие.
В периода 1964 – 1965 г. е директор на музея „Людовит Щур“ в Модра, в периода 1966 – 1967 г. работи като редактор към издателство „Словашки писател“ в Братислава в периода 1968 – 1973 г. работи в чехословашкото радио в Братислава, в периода 1973 – 1977 г. работи в редакцията на списание „Ревю на световната литература“, в периода 1977 – 1978 г. е редактор на списание „Ромбоид“, а от 1981 г. отново работи в издателство„Словашки писател“. През 90-те години работи в Националния литературен център.
Заедно с работата му следват стихосбирките му „Зимовище“ (1965), „Къде бързаме“ (1974), „Приблизително положение“ (1978), „Отражения от Модра“ (2000), „20 стихотворения“ (2001) и др. През 2002 г., заедно с други писатели, чиито произведения се издават на френски език, участва в представяне и промоционално пътуване на „Литературния автобус“ във Франция.
В своите творби поетът се фокусира върху материалността и конкретността на нещата, които създават житейския му смисъл, мнение и опит. Той вмъква много автобиографични елементи в стихотворенията, занимава се с описанието на родния край, семейство, работната среда. Прави преводи на френска и английска литература, особено поезия. Счита се за представител на „конкретистите“ (или „сенсуалисти“) в словашката поезия, отхвърлящи абстрактно-умозрителната образност.
За стихосбирката си „20 стихотворения“ (20 básní) получава литературната награда за Поезия за възрастни на Асоциацията на словашките писатели, а през 2009 г. получава наградата на Литературния фонд за оригинално литературно творчество за стихосбирката „Листове с тайнства“ (Listové tajomstvá). През 2015 г. става почетен гражданин на Модра.
Йозеф Михалкович живее в Модра.

## Произведения

### Поезия
- Ľútosť (1962)[5]
- Zimoviská (1965)
- Kam sa náhlite (1974)
- Približné položenie (1978)
- Príležitostné básne (1988)
- Modranské reflexie (2000)
- 20 básní (2001)
- Z nových básní (2006)
- Listové tajomstvá (2009)[5]
- Listové tajomstvá II (2012)

Издадени на български език
- Зимовища на душата (подборка), изд. „Хайни“ (2012), прев. Димитър Стефанов
- Стихове в антологията „Истината с прекрасно дълги крака: 9 словашки поети“ (Ян Бузаши, Йозеф Михалкович, Любомир Фелдек, Ян Кошка, Щефан Стражай, Ян Замбор, Игор Хохел, Павол Яник, Вера Прокешова), изд.: „Матом“, София (2000), прев. Димитър Стефанов
- Стихове в антологията „Най-после обичта: Словашки поети“ (Камил Петерай, Мариан Ковачик, Щефан Стражай, Ян Кошка, Ян Бузаши, Властимил Ковалчик, Войтех Кондрот, Йозеф Михалкович, Ян Стахо, Любомир Фелдек, Ян Шимонович), изд.: „Народна младеж“, София (1975), прев. Димитър Стефанов и др